# X (cantor)
Não confundir com o rapper paulista Xis.
X, nome artístico de Alexandre Tadeu Silva (Ceilândia, 05 de novembro de 1968) é um rapper brasileiro. Iniciou sua carreira na cena do Hip Hop Brasiliense como vocalista da banda de rap rock Câmbio Negro, no início da década de 1990. Por lá, gravou três álbuns até decidir seguir carreira solo em 2000. Como artista solo, X lançou os discos Um Homem Só de 2000, e Curto e Grosso de 2005.

## Discografia

### ComCâmbio Negro
- Sub-Raça (1993)
- Diário de um Feto (1995)
- Círculo Vicioso (1998)

### Álbuns solo
- Um Homem Só (2000)
- Curto e Grosso (2005)